# 胡宜树
胡宜树（1956年9月—），安徽六安人，中国人民解放军少将，中国共产党党员。湖南师范大学政治学专业毕业。

## 生平
2005年任中国人民解放军总后勤部武汉后方基地副司令员，2009年任中国人民解放军总后勤部武汉后方基地司令员，2015年任总后勤部司令部参谋长，2016年5月任中央军委国防动员部副部长。
2007年授中国人民解放军少将军衔。
2008年，担任第十一届全国人民代表大会解放军代表。